# C6H5N5O3
化学式C6H5N5O3（摩尔质量：195.14 g/mol）可以指：
- 白蝶呤，CAS号：492-11-5
- 替莫唑胺酸，CAS号：113942-30-6

|  | 这个同类索引页列出了具有相同分子式的化学物（即同分異構體）条目。 除非您是有意链接至本页，否则应将相应条目的内部链接指向正确的条目。 |